# گاربا لاوال
گاربا لاوال (هلندی: Garba Lawal؛ زادهٔ ۲۲ مهٔ ۱۹۷۴) بازیکن سابق و مربی کنونی فوتبال اهل نیجریه است.

## باشگاهی
از باشگاه‌هایی که در آن بازی کرده‌است می‌توان به اسپرانس تونس و لفسکی صوفیه اشاره کرد.

## تیم ملی
وی همچنین در تیم‌های ملی فوتبال نیجریه نیجر بازی کرده است و در جام‌های جهانی ۱۹۹۸ و ۲۰۰۲ برای این تیم به میدان رفت.